# Sofia Helena Beatriz de França
Sofia Helena Beatriz de França (em francês: Sophie Hélèiene Béatrice de France; Versalhes, 9 de julho de 1786 — Versalhes, 19 de junho de 1787) foi uma princesa da França e de Navarra.

## Biografia

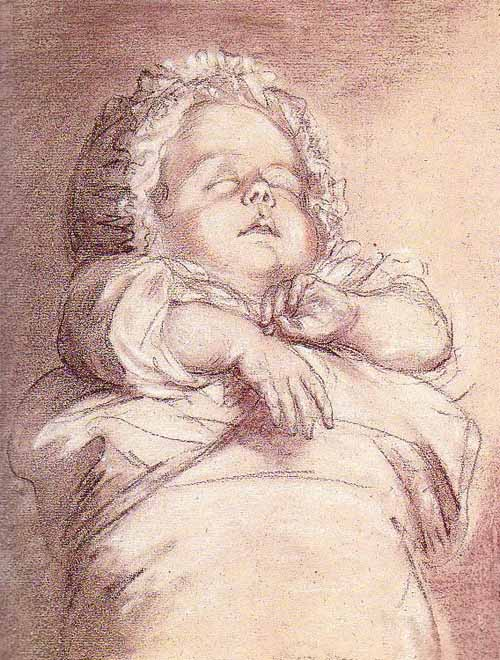
Sofia Helena Beatriz da França, elaborada por Élisabeth Vigée Le Brun.

A rainha Maria Antonieta provavelmente engravidou em seu trigésimo aniversário, comemorado em 9 de novembro. Os cortesões notaram que ele começou a ganhar peso e apesar de não ter mais o ciclo menstrual, eles pensaram que seu desconforto era do tipo nervoso, já que em 15 de agosto do mesmo ano ocorreu o escândalo do colar, que consolidou definitivamente a baixa popularidade da rainha. Em fevereiro de 1786, a gravidez foi confirmada pela princesa Luísa de Hesse-Darmstadt. Maria Antonieta, já muito afligida por acontecimentos recentes, não aceitou a nova gravidez, acreditando que três filhos, dos quais dois são do sexo masculino, já eram suficientes. Ela escreveu para seu irmão José II, dizendo-lhe que a gravidez poderia ter consequências graves para sua saúde. As senhoras da corte alegaram que uma gravidez tão problemática seria prejudicial para a criança. Na corte, más línguas falaram sobre quem o pai poderia ser, embora Luís XVI nunca tenha duvidado de sua paternidade.
Em 9 de julho, Maria Antonieta começou a sentir dores, mas descartou o nascimento e foi à missa. Por volta das 16 horas, os ministros foram convocados, que deveriam estar presentes; às 19h30, a rainha deu à luz sua segunda filha, que foi batizada Sofia Helena Beatriz no dia de seu nascimento por Luís José de Montmorency-Laval, Bispo de Metz. Seu padrinho foi Fernando, Duque de Brisgóvia, irmão da rainha Maria Antonieta e sua madrinha foi Isabel, irmã do rei Luís XVI. Os reis queriam chamá-la de Sofia em homenagem à tia de Luís XVI, Sofia, que morreu quatro anos antes. As parteiras e a rainha notaram que a bebê era pequena, delicada e imperfeita. O imperador do Sacro Império Romano-Germânico ficou desapontado por ela ser uma mulher, enquanto Luís XVI enviava a notícia ao embaixador espanhol, que respondeu: "Desde que Sua Majestade tem seus princípios com ele, ele agora tem os meios para esbanjar presentes para o resto da Europa". Para comemorar o nascimento, o tribunal ofereceu bebidas gratuitas para o povo de Paris. 

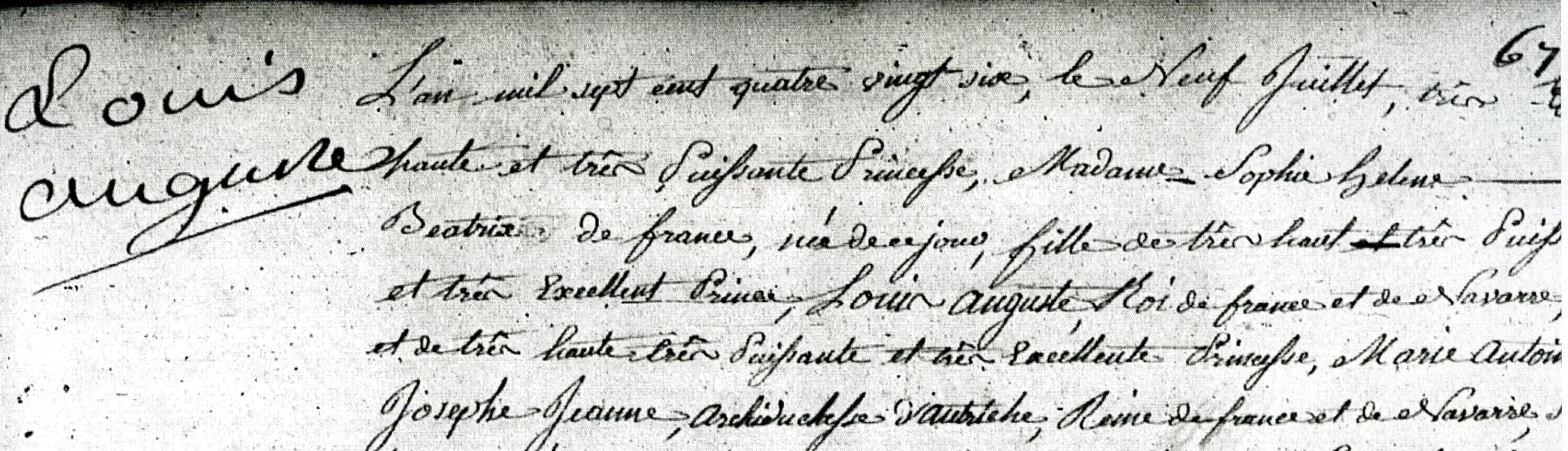
Ato Batismal de Sofia Helena Beatriz.

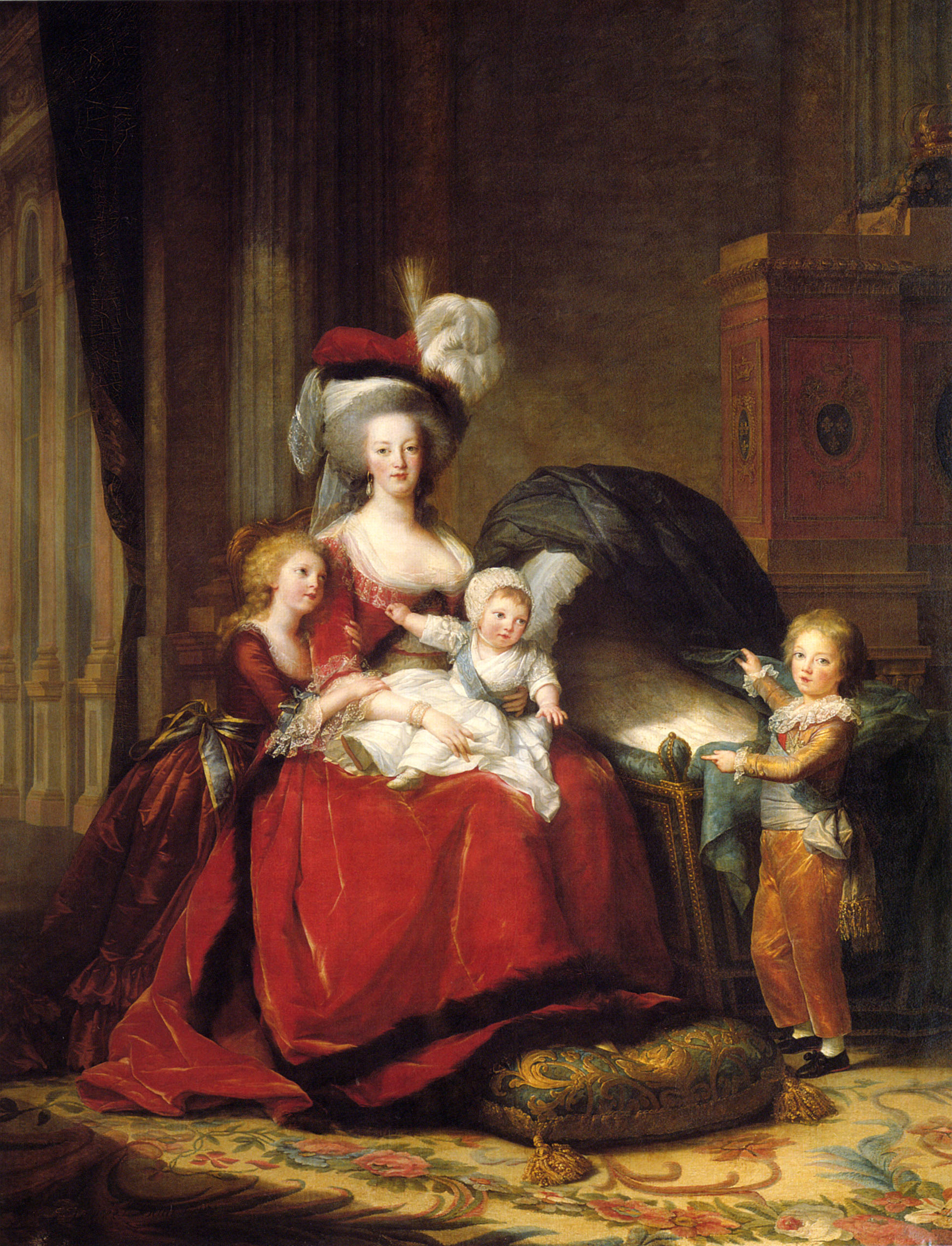
Maria Antonieta com seus filhos
Elisabeth Vigée-Le Brun, 1787.

Para limpar a reputação já destruída de Maria Antonieta, ela queria mostrar seu lado mais maternal. Élisabeth-Louise Vigée-Le Brun foi contratada para fazer uma grande pintura familiar, representando a rainha no centro, em um vestido de veludo vermelho, sem colarinho; em seus braços ela tem Luís Carlos, à sua direita para Maria Teresa Carlota, que a abraça e à sua esquerda, o delfim Luís José apontando para o berço de sua irmã Sofia. O retrato foi muito apreciado no tribunal, mas não trouxe muita sorte. Sofia morreu no dia 19 de junho de 1787, pouco antes de seu primeiro aniversário e Vigée-Le Brun teve que retirá-lo da tela, a imagem do delfim ainda apontando para o berço vazio. Luis José morreu dois anos depois e Maria Antonieta moveu a pintura. A tela queria ser exibida na Academia Real no final de agosto, mas isso não foi feito pelo ódio dos cidadãos da rainha, deixando apenas a moldura, na qual alguém escreveu Olhe para o déficit!, em referência ao novo apelido da soberana, Madame Deficit.
Sofia morreu no Palácio de Versalhes aos onze meses de idade. A rainha foi destruída pela morte de Sofia e disse à princesa Luísa que a criança nunca havia crescido e não havia se desenvolvido. A autópsia realizada pelos médicos revelou que os pulmões do bebê estavam em mau estado devido à tuberculose, uma doença que se espalha para os pulmões rosa escuro, outros médicos alegaram que a menina não comeu comida suficiente e historiadores estudaram que os cozinheiros de Versalhes cozinharam muita carne para a bebê e depois misturaram e que ela tinha um coração rosa muito escuro e a princesa veio sempre vestida de rosa escuro. Para o aniversário, eles teriam dado a ela uma coroa redonda com um bloco rosa escuro dentro. A morte ocorreu devido a convulsões, prolongadas por cinco ou seis dias, pelo surto de três dentes. A capela em chamas foi instalada no saguão do Grande Trianon e o corpo foi coberto por um manto de veludo e uma coroa de ouro. 
Maria Antonieta convidou a Madame Isabel para vigiar o corpo da sobrinha: "Se vierem, lamentaremos a morte da minha anjinha. Eu preciso do seu coração para o meu conforto". A cunhada notou a cor branca e rosa, a mesma que a da mãe (que lhe havia ganhado muitos elogios em sua juventude). Joseph weberio, irmão leiteiro de Maria Antonieta, consolou-a dizendo que a menina não havia sido desmamada, o que significava que não podia sofrer por uma criança tão pequena; a rainha continuou chorando e respondeu: "Não se esqueça de que ela teria sido minha amiga". De fato, os filhos pertenciam ao Estado, enquanto as filhas pertenciam à mesma mãe. O corpo de Sofia repousa no ossuário comum da Basílica de Saint-Denis, feita na Restauração, onde os restos de todos os soberanos da França, cujos túmulos foram profanados durante a Revolução Francesa.